# Te lo do io il Brasile
Te lo do io il Brasile era un varietà televisivo del giovedì sera, ideato da Antonio Ricci e condotto da Beppe Grillo - con la partecipazione straordinaria di Rita Lee - andato in onda su Rai 1 per 6 puntate nel 1984 (a partire dal 1º marzo e fino al 5 aprile). La sigla finale era affidata a Jair Rodrigues e a suo figlio Jairzinho. La regia era di Enzo Trapani. Le scene erano di Gianni Villa.
Autori del programmi erano Beppe Grillo, Antonio Ricci ed Enzo Trapani, mentre l'orchestra era diretta da Tony De Vita, le coreografie erano di Franco Miseria e i costumi di Ruggero Vitrani. Il programma fu il seguito "ideale" di Te la do io l'America, condotto sempre dal comico genovese e trasmesso nel 1981. Venivano presentati filmati, in alternanza a momenti musicali e interviste a noti artisti, brasiliani o comunque legati al Brasile: intervennero, tra gli altri, Adolfo Celi, Gal Costa, Edu Lobo, Sergio Endrigo, Tom Jobim e le Oba Oba.
Da segnalare la presenza nel corpo di ballo di una giovane ed allora sconosciuta Lorella Cuccarini.